# Kionga-Dreieck

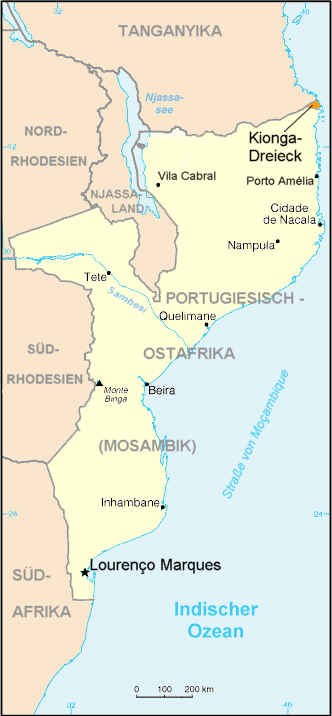
Das Kionga-Dreieck im Nordosten von Mosambik

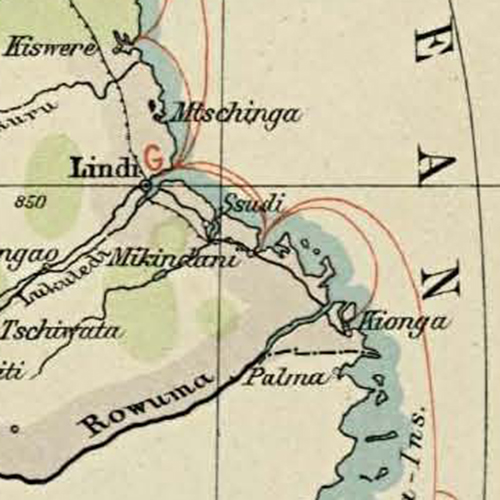
Das Kionga-Dreieck

Das Kionga-Dreieck war ein kleines Gebiet von etwa 395 km² südlich des Flusses Rovuma am Indischen Ozean, das sich nördlich des Kap Delgado erstreckte. In dem Dreieck liegt der Ort Quionga (früher „Kionga“), der 1910 rund 4000 Einwohner hatte.

## Geschichte

### Vorgeschichte
Das Gebiet um das Kap Delgado wurde im 19. Jahrhundert vom Suaheli-Sultanat Tungi beherrscht, indes Portugal zwar die Küste bis zum Kap Delgado beanspruchte, aber nördlich von Ibo keine Macht mehr ausübte. Dessen Sultan residierte an der Bucht von Tungi, südlich des Kaps. 1844 hatte noch der sansibarische Herrscher Said ibn Sultan den Briten erklärt, dass sein Reich bis zum Kap Delgado reiche; 1848 ernannte er bereits den Sultan von Tungi zu seinem Gouverneur, und 1854 entsandte Sansibar einen eigenen Statthalter zusammen mit einer kleinen  Garnison nach Tungi.
Mit der Gründung von Deutsch-Ostafrika 1885 schwand die Macht Sansibars. Als 1886 eine deutsch-englisch-französische Grenzkommission die Küste bereiste, um den Umfang des sansibarischen Gebiets festzustellen, schickte der portugiesische Gouverneur eine militärische Expedition in den südlichen Teil der Tungibucht, woraufhin die Grenzkommission festhielt, dass der sansibarische Bereich im Süden bis zur Mündung des Minengani Rivers in diese Bucht reicht. Das folgende britisch-deutsche Grenzabkommen vom 29. Oktober 1886 wiederholte diese Bestimmung, ließ aber das Gebiet zur Abgrenzung der Interessensphären erst am Rovumafluss beginnen.
1887 nutzte Portugal die weitere Schwächung Sansibars aus, um auch die Nordseite des Mnangani und damit Tungi selbst zu besetzen. Hier wurde die Stadt Palma neu gegründet. Die schwache sansibarische Besatzung zog sich ins Landesinnere zurück. Infolge der des laufenden Druckes seitens der Briten und der Deutschen zur Übertragung des sansibarischen Küstengebiets im späteren Kenia und Tanganyika erfolgten dann von Sansibar keine weiteren Bemühungen, die Portugiesen zurückzudrängen. Damit kontrollierte Portugal tatsächlich das Gebiet bis zum Kap Delgado, wobei der Streifen bis zum Rovuma mit Quionga sich faktisch noch selbst überlassen war.

### Portugiesisch-deutsche Auseinandersetzung
In der folgenden deutsch-portugiesischen Vereinbarung vom 30. Dezember 1886 wird als Grenze zwischen portugiesischen und deutschen Besitzungen die Rovumalinie ab Mündung genannt. Dabei gehörte der Küstenstreifen weiterhin zu Sansibar. Im Helgoland-Sansibar-Vertrag von 1890 übernahm Deutschland den Süden des sansibarischen Festlandstreifens an der ostafrikanischen Küste, wobei der Vertragstext aber nur die „Nordgrenze der Provinz Mozambique“ und den „Lauf des Flusses Rovuma“ als südliche Begrenzung nennt. Damit war die Situation des eigentlich noch sansibarischen Restes südlich des Rovuma vertraglich noch ungeklärt.
Die deutsche Seite beschloss etwas später, die Kontrolle über beide Seiten der Rovumamündung zu übernehmen, und den Ort Kionga als Schmugglerhafen auszuschalten. Ein deutscher Marineverband besetzte am 16. Juni 1894 das Gebiet und errichtete einen Außenposten in Kionga mit Zollamt. Portugal willigte unter Protest schließlich in eine gemeinsame Grenzkommission ein, die 1895 eine Grenze feststellte, die etwas nördlich des Kap Delgado längs des Breitengrades 10°40' bis zum Rovuma verlief, dem sie von hier aus folgte. Damit war das „Kiongadreieck“ festgelegt.

### Kionga-Dreieck im Ersten Weltkrieg

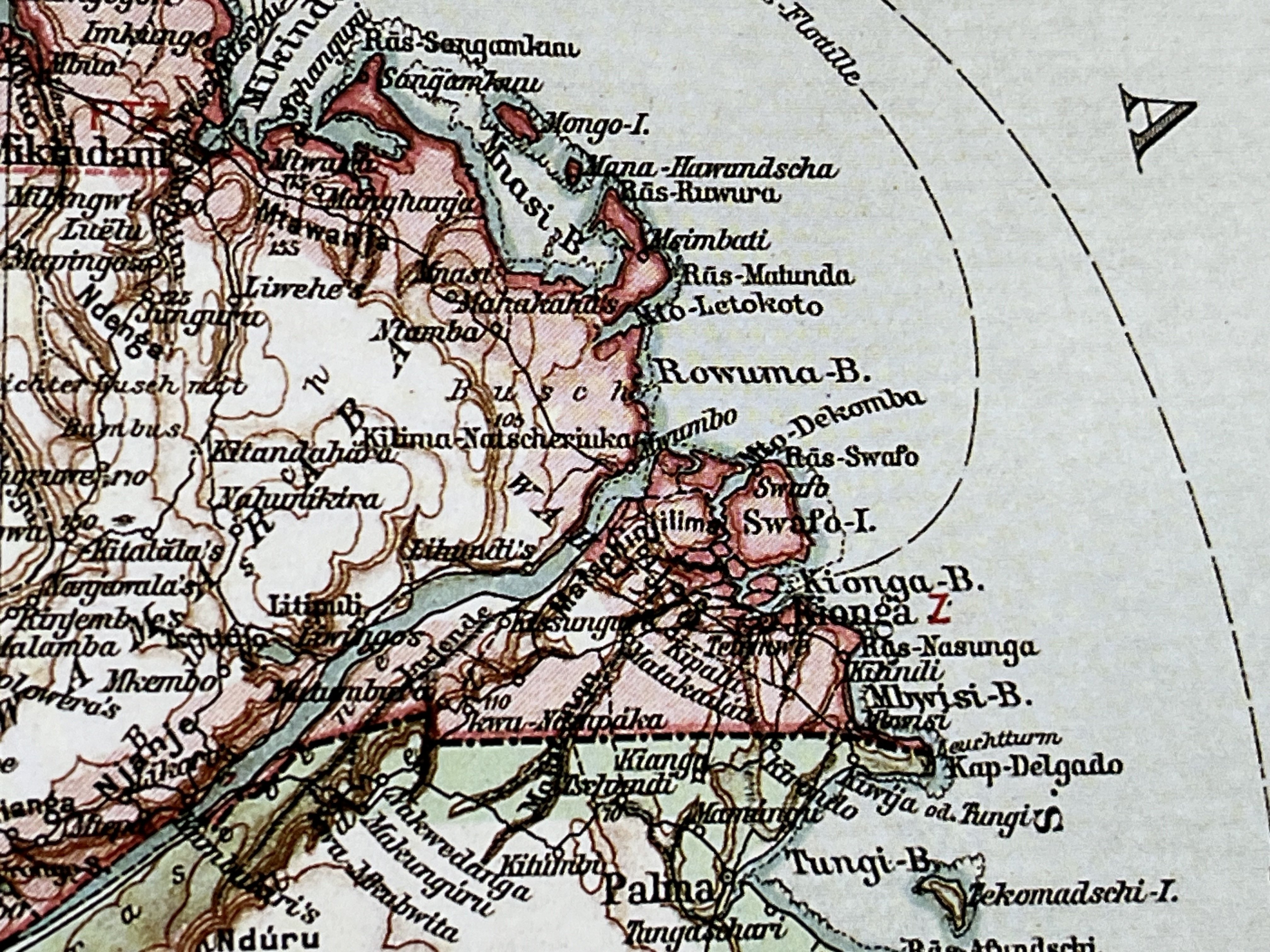
Das Kionga-Dreieck – Deutscher Kolonialatlas, 1910.

Im Ersten Weltkrieg besetzten die Portugiesen 1916 das Gebiet. Das Deutsche Reich hatte am 9. März Portugal den Krieg erklärt. Bereits am Ende des Monats wurde eine portugiesische Einheit in Porto Amélia zusammengestellt, die das Kionga-Dreieck besetzten sollte. Zu ihr gehörten eine Kompanie der 21. Infanterie, eine Batterie der Gebirgsartillerie (m/82) und ein Zug der Kavallerie. Anfang April wurde ein erster Teil der Truppe mit dem Dampfer Luabo nach Palma, südlich von Quionga gebracht. Hier wurden auch einheimische Kräfte mobilisiert. Auf dem Sandpfad nach Quionga führte Major Silveira seine Truppe, zusammen mit der 20. Eingeborenenkompanie (companhia indígena) zwölf Kilometer nach Norden und besetzte den Ort am 10. April 1916. Die Deutschen hatten den Posten am Vorabend aufgegeben und sich an das Nordufer des Rovuma zurückgezogen, wo sich die Front auf eine Länge von etwa 50 Kilometern entlangzog. Am 24. April erreichte der unerfahrene General Ferreira Gil mit neuen portugiesischen Truppen Palma an Bord der Limbo. Nur die Kavallerie fehlte, da ihre Pferde nicht auf dem Schiff untergebracht werden konnten. Das Einsetzen der Regenfälle verwandelte zudem den Pfad vom Hafen von Palma nach Quionga in eine Schlammfläche, was den Nachschub bremste. Insgesamt hatten die Portugiesen 400 Gewehre und dazu Geschütze, Maschinengewehre und schließlich auch die Kavallerie zur Verfügung. Trotz des Wunsches des Generalgouverneurs, in die Offensive entlang der Küste Richtung Norden zu gehen, wurden die portugiesischen Streitkräfte an der Grenzlinie verteilt. Die Chance zum erfolgreichen Angriff auf Deutsch-Ostafrika wurde damit vertan, obwohl die Deutschen durch britische Aktionen an der Küste stark geschwächt waren.
Das ungesunde Klima verursachte neue Probleme, 545 Soldaten erkrankten. Im Ort, der zu diesem Zeitpunkt nur aus drei Geschäftshäusern und etwa hundert Hütten bestand, wurden provisorische Krankenstationen errichtet. Als Standort wählte man den Strand, an dem es zwar kein Trinkwasser gab, man sich aber eine gesündere Luft erhoffte. Am 29. Juli brachte die Zaire die Kranken aus Quionga fort. Wahrscheinlich war dafür das erste Mal so ein großes Schiff in die Baía de Quionga eingelaufen. Proportional hatten die Portugiesen weit mehr Erkrankte zu versorgen als die anderen europäischen Truppen. Grund dafür waren mangelnde Hygiene und grassierende Krankheiten, wie Syphilis und Tuberkulose. Die Soldaten weigerten sich, ihr Trinkwasser abzukochen, und Chinin wurde wegen des bitteren Geschmackes abgelehnt. Hätte die Zaire die Kranken nicht abgeholt, hätte man wohl die Hälfte von ihnen später in Quionga beerdigen müssen.
Am 25. September 1919 wurde im Vertrag von Versailles der Rovuma endgültig als Grenzfluss definiert und Portugal als Entschädigung für die Kriegsschäden das Dreieck zugesprochen. Am 10. Januar 1920 wurde das Gebiet ein C-Mandat des Völkerbundes unter portugiesischer Verwaltung. Offiziell in Portugiesisch-Ostafrika eingegliedert wurde das Kionga-Dreieck mit dem Gesetz n.º 962 am 2. April 1920. Es war der letzte Gebietsgewinn des portugiesischen Kolonialreiches. Das Völkerbundmandat und die spätere UN-Treuhandschaft endeten endgültig am 25. Juni 1975 mit der Unabhängigkeit Mosambiks, mit der das Gebiet Teil der Provinz Cabo Delgado wurde.

## Briefmarken

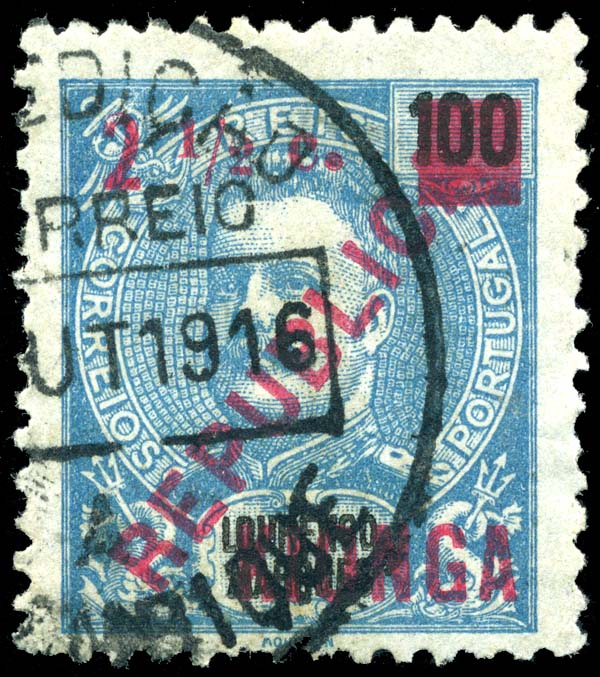
2 ½-Centavo-Briefmarke aus Kionga, abgestempelt im August 1916

Am 29. Mai 1916 wurden von der portugiesischen Verwaltung Briefmarken für Kionga herausgegeben. Verwendet wurden alte Briefmarken der Kolonie Lourenço Marques (heute Maputo) mit dem Bild von König Carlos I. und dem Stempel „REPUBLICA“ (1910 war die portugiesische Monarchie gestürzt worden). Zusätzlich wurde nun der Schriftzug „Kionga“ und ein neuer Wert aufgedruckt. Die Briefmarken gab es in Wert von ½, 1, 2 ½ und 5 Centavo. Die Briefmarken gelten als Seltenheit.